# 赵堡镇
赵堡镇，是中华人民共和国河南省焦作市温县下辖的一个乡镇级行政单位。
2016年10月，入选住建部评选的第一批“中国特色小镇”。

## 行政区划
赵堡镇下辖以下地区：
赵堡村、西水运村、南孟丰村、北孟丰村、南保丰村、郑老庄村、大黄庄村、小黄庄村、东辛庄村、西辛庄村、陈沟村、刘圪当村、陈辛庄村、辛堂村、西马村、中马村、东马村、北平皋村、南平皋村、军地滩村、东平滩村和汜水滩村。